# Paloma Herrera
Paloma Herrera (Buenos Aires, 21 dicembre 1975) è una ballerina argentina che è stata principal dancer all'American Ballet Theatre di New York.

## Biografia
La Herrera è nata a Buenos Aires, dove iniziò a studiare il balletto all'età di sette anni con l'insegnante Olga Ferri. Presto diventò un notevole prodigio in Sudamerica, vincendo molte competizioni e fu in grado di continuare la sua formazione presso la Scuola di balletto di Minsk nella Repubblica socialista sovietica bielorussa (oggi Bielorussia); ritornata a Buenos Aires, fu scritturata come Cupido in un'esibizione di Don Chisciotte al Teatro Colón.
Con la sua crescente reputazione, la Herrera fu invitata da Natalija Makarova a studiare con lei all'English National Ballet di Londra. Poco dopo studiò presso la School of American Ballet a New York, dove fece una tale impressione tanto da essere selezionata per il ruolo principale in Rajmonda nella performance annuale del workshop della scuola.
Nel 1991 divenne ufficialmente membro del corpo di ballo dell'American Ballet Theatre; nel 1993 fu promossa come solista, e nel 1995 divenne ballerina principale.
La Herrera è stata premiata dall'American Immigration Law Foundation nel 2001 per i suoi contributi come membro della popolazione immigrata di New York. Oltre ad essere una ballerina rispettata, è una presenza comune nella scena sociale di New York.